# The Menu
The Menu és una pel·lícula de terror de comèdia negra de 2022 dirigida per Mark Mylod, escrita per Seth Reiss i Will Tracy, i produïda per Adam McKay, Betsy Koch i Will Ferrell. És protagonitzada per Anya Taylor-Joy, Ralph Fiennes, Nicholas Hoult, Hong Chau, Janet McTeer, Reed Birney, Judith Light i John Leguizamo.
El Menú es va estrenar en el Festival Internacional de Cinema de Toronto el 10 de setembre de 2022, i va ser llançat als Estats Units el 18 de novembre de 2022, per Searchlight Pictures. La pel·lícula va rebre crítiques positives del guió, direcció, disseny de producció i actuacions de repartiment.

## Argument
Hawthorne és una illa paradísiaca de 12 hectàrees que representa el cim de menjar exclusiu, al servei de celebritats i multimilionaris, on el famós xef Julian Slowik els farà gaudir d’una experiència gastronòmica.
La clientela d'aquesta nit són Tyler (Nicholas Hoult), un devot pelegrí gastronòmic, i la seva acompanyant, Margot Mills (Taylor-Joy); una estrella de cinema (John Leguizamo) i la seva assistent personal Felicity; Lilian (Janet McTeer), una crítica de restaurants i el seu editor Ted; una parella rica Richard i Anne; i un trio d’empresaris de tecnologia: Soren, Dave i Bryce. Tots tenen algun secret que es deixa entreveure en cada plat.

## Repartiment
- Ralph Fiennes com a Julian Slowik, un cuiner famós i propietari del restaurant Hawthorne, que té una mentalitat ritualista i ha perdut la passió pel seu ofici.
- Anya Taylor-Joy com a Margot Mills / Erin, una escort que acompanya Tyler a l'àpat i és la primera a reconèixer la naturalesa retorçada del restaurant.
- Nicholas Hoult com a Tyler, el client snob de Margot i fan gastronomic de Slowik.
- Hong Chau com a Elsa, la mestressa del restaurant i la mà dreta de Julian.
- Janet McTeer com a Lillian Bloom, una crítica gastronòmica que va ajudar a fer famós Julian.
- John Leguizamo com a George Díaz, un actor post-primer arrogant a qui Julian es burla per ser un exhaurit.
- Reed Birney com a Richard Liebbrandt, un home de negocis i client freqüent de Hawthorne.
- Judith Light com a Anne Liebbrandt, la dona de Richard que també és una clienta freqüent de Hawthorne.

### Premis
| Premi                           | Data de la cerimònia   | Categoria                                             | Destinataris  | Resultat  |
| ------------------------------- | ---------------------- | ----------------------------------------------------- | ------------- | --------- |
| Fantàstic Fest                  | 27 de setembre de 2022 | Premi al públic                                       | El menú       | Guanyador |
| Hollywood Music in Media Awards | 16 de novembre de 2022 | Millor puntuació original en una pel·lícula de terror | Colin Stetson | Nominat   |